# Tanneguy du Chastel
Tanneguy du Chastel (o Tanguy du Châtel) (1369–1449) fue un jefe militar francés durante la guerra de los Cien Años.

## Vida
La primera información registrada sobre du Chastel nos dice que en 1415 era preboste de París, encargado de mantener el orden en la ciudad. Durante la guerra civil entre Armagnacs y borgoñones fue uno de los jefes de la facción de Armagnac bajo el mando de Bernardo VII, conde de Armagnac, condestable de Francia. Luchó contra los partidarios del duque de Borgoña y sus intentos de capturar París. 
Era un favorito de Carlos VII el Delfín (futuro Carlos VII), a quien salvó de ser capturado por los amotinados de Simón Caboche en París durante mayo de 1418. Con Jean Louvet, otro de los favoritos de Carlos VII, fue uno de los principales instigadores y asesinó a Juan Sin Miedo en la entrevista de este y el Delfín en Montereau-Fault-Yonne en septiembre de 1419.
Como capitán francés, vio con recelo la llegada de los escoceses a Francia en 1421, e incluso tuvo algunas diferencias con Juan Estuardo, Conde de Buchan, condestable de Francia tras la muerte de Carlos II duque de Lorena. A partir de 1425, su influencia comenzó a decrecer mientras la de Richemont ascendía. Sin embargo, como última maniobra política, du Chastel convencería al Delfín de recibir a Juana de Arco en su corte. De hecho, muchos de los consejeros de Carlos VII apoyaban la iniciativa de un acercamiento con Borgoña para presentar un frente unido contra Inglaterra, lo que no hubiera sido posible sin los esfuerzos de du Chastel.
Su sobrino fue Alain de Coëtivy, obispo de Aviñón.

## Su hijo

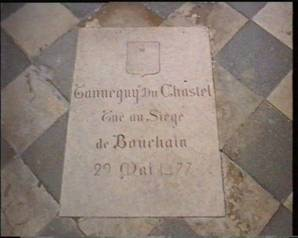
Lápida de Tanneguy du Chastel (hijo)

Su hijo, también llamado Tanguy du Chastel, comenzó su carrera como gobernador de Rousillon, antes de viajar a Bretaña, donde se convirtió en Gran Maestre del Hotel de Francis II, Duque de Bretaña. Después estuvo al servicio del rey Luis XI y fue muerto en 1477 en el asedio de Bouchain en Picardía, durante la guerra contra Borgoña, tras la muerte de Carlos el Temerario.